# C15H17NO3S
化学式C15H17NO3S（摩尔质量：291.37g/mol）可以指：
- Xyloxadine（英语：Xyloxadine），CAS号：60263-88-9
- d5SICS（英语：d5SICS），CAS号：1010689-00-5

|  | 这个同类索引页列出了具有相同分子式的化学物（即同分異構體）条目。 除非您是有意链接至本页，否则应将相应条目的内部链接指向正确的条目。 |